# Tuohisaari (ö i Lappland, Norra Lappland, lat 67,57, long 26,52)
Tuohisaari är en ö i Finland. Den ligger i vattendraget Kitinen och i kommunen Sodankylä i den ekonomiska regionen Norra Lappland och landskapet Lappland, i den norra delen av landet, 800 km norr om huvudstaden Helsingfors. Öns area är 3,1 hektar och dess största längd är 300 meter i öst-västlig riktning.